# Herberts Cukurs
Herberts Cukurs (ur. 17 maja 1900 w Lipawie, zm. 23 lutego 1965 w Montevideo) – łotewski wojskowy, pionier łotewskiego lotnictwa, odpowiedzialny za zbrodnie ludobójstwa na łotewskich Żydach w czasie II wojny światowej. 

## Życiorys
Już w dzieciństwie za sprawą swojego ojca, który był właścicielem warsztatu, zainteresował się mechaniką.
W młodości sympatyk łotewskiej socjaldemokracji, w latach 1918–19 walczył o niepodległość kraju. Po wojnie pozostał w armii, z której wyrzucono go w 1926 roku „za skłonności terrorystyczne”. Po rozstaniu ze służbą pracował w Rydze jako szofer, w tym okresie zainteresował się też konstruowaniem maszyn lotniczych. Między 1926 a 1934 rokiem opracował projekty i zbudował cztery samoloty, jednym z nich był C-3 z 80-konnym silnikiem lotniczym V8 firmy Renault z 1916 roku. 
W 1933 roku udało mu się przelecieć z Rygi do Gambii – 28 września opuścił Łotwę, wracając do kraju po kilkumiesięcznej samolotowej podróży po Afryce 25 maja 1934 roku. Władze Łotwy, będące pod wrażeniem wyczynu Cukursa, przywróciły go do armii, w której został mianowany kapitanem. 
Po powrocie do kraju wydał dwie publikacje: dziennik z podróży Mój lot do Gambii oraz powieść Pomiędzy niebem a ziemią. 
W 1936 roku odbył lot do Tokio, następnie latał m.in. do Palestyny. 
W październiku 1941 roku Cukurs podjął współpracę z wojskami niemieckimi okupującymi Łotwę, przystępując do komanda Viktorsa Arājsa, które zajmowało się oczyszczaniem Łotwy z ludności żydowskiej. Cukurs uczestniczył w przesłuchiwaniu i katowaniu ryskich Żydów, miał swój udział w powstaniu getta w Rydze, jest również współodpowiedzialny za wymordowanie 25 tys. Żydów w lesie pod Rumbula. 
Po 1945 roku aresztowany przez Brytyjczyków w zachodniej Europie, jednak szybko go wypuszczono. Wraz z żoną Mildą i synami Gunarsem i Herbertsem jr. osiadł w Brazylii, gdzie otworzył szkółkę lotniczą oraz biuro podróżnicze. Starannie ukrywał swoją wojenną przeszłość, przedstawiając się jako Brazylijczyk w drugim pokoleniu. 
W 1965 roku agenci Mosadu próbowali go porwać do Izraela, jednak operacja nie udała się – 23 lutego 1965 roku Cukurs został zwabiony i zastrzelony przez agentów Mossadu w domu przy ul. Cartagena w Montevideo.